# Gorno Solnje
Gorno Solnje (makedonska: Горно Солње) är en ort i Nordmakedonien. Den ligger i kommunen Sopište, i den centrala delen av landet, 7 kilometer sydväst om huvudstaden Skopje. Gorno Solnje ligger 731 meter över havet och antalet invånare är 182.